# 索克斯 (洛特省)
索克斯（法語：Saux，法語發音：[soks]）是法国洛特省的一个旧市镇，属于卡奥尔区。2019年1月1日，索克斯与邻近的3个市镇合并为新市镇波特迪凯尔西。

## 地理
索克斯（44°23'24"N, 1°5'7"E）面积8.31 平方千米，位于法国奧克西塔尼大區洛特省，该省份为法国西南部内陆省份，北起顺时针与科雷兹省、康塔爾省、阿韦龙省、塔恩-加龙省、洛特-加龍省和多尔多涅省接壤。
与索克斯接壤的市镇（或旧市镇、城区）包括：凯尔西地区蒙泰居、圣马特雷、塞里尼亚克、库尔比亚克、马斯基耶尔。
索克斯的时区为UTC+01:00、UTC+02:00（夏令时）。

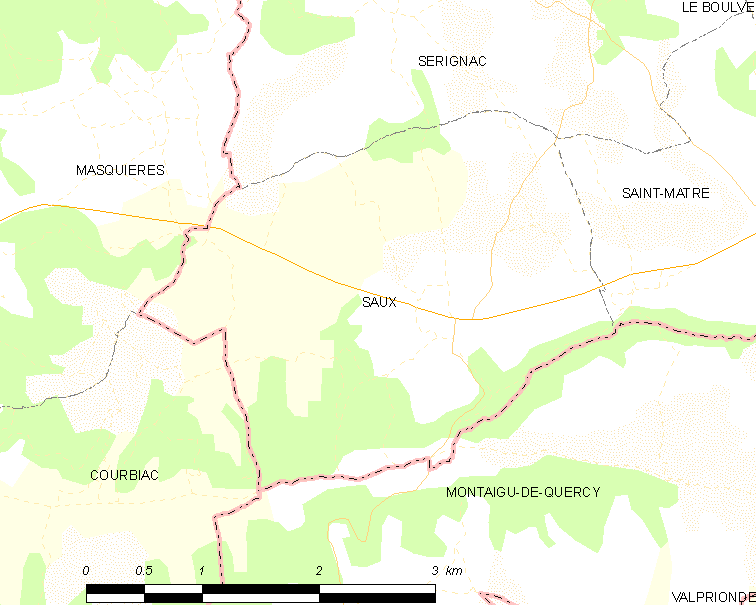
索克斯的OSM定位图

## 行政
索克斯的邮政编码为46800，INSEE市镇编码为46300。

## 政治
索克斯所属的省级选区为皮莱韦克县。

## 人口

1962-2008年间索克斯人口变化图示

索克斯于2018年1月1日时的人口数量为95人。